# جوجه‌اردک را آزار نده
جوجه‌اردک را آزار نده (ایتالیایی: Non si sevizia un paperino) یک فیلم جالوی ایتالیایی به کارگردانی لوچو فولچی محصول سال ۱۹۷۲ است.
فولچی در این فیلم برای اولین بار از خشونت بی‌پردهٔ تصویری (gore) بهره گرفت که به مولفه‌ای در آثار بعدی‌اش بدل شد.
فیلم جوجه اردک را آزار نده پس از اکران عمومی با انتقادهای زیادی مواجه شد و به دلیل ضعف فیلمنامه و پیرنگ؛ توسط فِرّو سانتووِلّا منتقد سینما مورد تمسخر قرار گرفت. سانتوولا در محفلی گفته بود: شاید عده ای کارگر اسکله با دیدن این فیلم سرگرم شوند ولی من ترجیح می‌دهم ۲۴ ساعت شبانه روز آدامس باد کنم ولی وقتم را برای این فیلم سطحی و زرد تلف نکنم.

## بازیگران
- توماس میلیان
- فلوریندا بولکن
- باربارا بوشه
- ایرنه پاپاس
- مارک پورل
- آندره‌آ آئورلی
- لیندا سینی
- جان بارتا
- ژرژ ویلسون
- فرانکو بالدوچی
- رزالینا ماجو
- اوگو دآلسیو